# 安部司
安部 司（あべ つかさ、1951年 - ）は、日本の食品添加物評論家。

## 人物・来歴
福岡県福岡市生まれ。特定非営利活動法人熊本県有機農業研究会メンバー（JAS判定員）。経済産業省国家資格水質第一種公害防止管理者。食品製造関係の特許4件取得。
山口大学文理学部化学科を卒業したのち総合商社の食品課に勤め、食品添加物の営業に従事していたが、ある日、自宅の食卓に自分が開発に関わったミートボールを発見し、自分の子供たちに食べさせたくないものを自分が作っていたということに初めて気がつき、愕然とした。ほどなく会社を退職。
2018年に一般社団法人加工食品診断士協会を設立した。

## 活動
講演では、食品添加物やパウダー状の食品・香辛料を数十種類持ち込み、白い粉だけでできるインスタントラーメンのスープや、清涼飲料水の合成を実演して見せる。インターネット配信番組『博士も知らないニッポンのウラ』でも同様の実演をし、ホストの水道橋博士と宮崎哲弥を驚かせたほか、漫画『美味しんぼ』でも紹介された。また、インターネット配信番組『マル激トーク・オン・ディマンド』第262回などのメディアで紹介されている。

## スタンス
添加物の毒性を訴えるつもりはないという。「そんなことを言ったらすぐに食品会社に「その根拠を示せ」と突っ込まれます」「しかし、添加物が間接的にもたらす害を言うことは出来る」「まず糖分・塩分・油分の取りすぎです」（『美味しんぼ』第101巻より）
食品添加物のおかげで、「安い」「簡単」「便利」「美しい」「オイシイ」という現在の加工食品が成立している。これをメリットとして認めつつも、このことに無自覚で、人工的な味に慣れきっている消費者たちの自覚をうながそうとする（『なにを食べたらいいの?』）。
ウェブサイト（日経BP社『SAFETY JAPAN』）のインタビューでは以下のように述べている。

## 批判
毎日新聞編集委員の小島正美は著書『誤解だらけの「危ない話」』で、それ（安部の主張）を聞いて、そのまま素直に記事にしたとして「記者たちの思考」や「安部氏を講演会に招いて、食品添加物の恐怖を伝えさせている地方自治体の思考」を問題にし、
- 「安部氏が脚光を浴びたのは、添加物のリスクが高いという事実よりも、ニュース性があったからだ。ニュースを構成する『おもしろ要素』が揃っていたのが安部氏のケースなのだ」
- 「そのニュース性を構成する要素や言葉は、『内部告発』『便利さへの代償（文明への批判）』『白い粉』『子どもや家族への愛』『複合汚染』である」
- 「『危ない』だけを強調しているのではなく、文明の両面性を問うているという言い方で自分の身に逃げのオブラートをかぶせる。これが安部氏の特徴だ」

と主張している。
フリー科学ライターの松永和紀は著書『メディア・バイアス』で、多くのメディア（テレビ・週刊誌など）がこの本に書かれていることを鵜呑みにして伝えたとして批判し、
- 「プロの書き手、取材者であれば、著者が『食品添加物の神様と呼ばれた』と自ら書いていることに注目して本当かどうか検証し、添加物業界や日本食品衛生学会でこの著者を知るものが皆無であることに気付くべきでしょう」
- 「情報の受け手は、著者の勤務先の電話番号まで入った本などめったにない、という事実を踏まえて提供されている情報を受け止め、真価を慎重に見極めるべきでしょう」

と主張している（この批判に対し『博士も知らないニッポンのウラ』に出演した際、「一般の主婦の方にも理解しやすいようにという考えから化学的論証を省略したため、誤解を招く点があったかも知れず、申し訳なかった。」という内容で番組内において謝っている）。
鈴鹿医療科学大学教授の長村洋一は、2007年には自身が設立した健康食品管理士認定協会の会報上で、直接名指しはしないまでも、以下のように主張している。
- 「（「食品」そのものの粉末を）『試薬瓶』に入れ、いかにも化学物質のように見せているわけである。化学に縁遠い人達からは、これらはすべてダイオキシンなどにつながる『怖い化学物質』のように見える」
- 「この著者によって目から鱗が取れた人は、化学の専門家ではない人たちばかりである。何故かと言えば、講演を聴いて目を開かれた方々は皆『自分たちが食べている豚骨スープが、実は有機合成された化学物質の固まりだと認識して食品の見方が変わった』と言っておられるからである。化学の世界で天然物を抽出して『これは有機化学的に合成しました』と言えばいわゆるデータの捏造であり、一般社会でこのような行為のことを『だます』という」
- 「食品添加物の安全性とその有用性についてまともな知識の人が読めば、気の毒にと感ずるようなことをしなければならないほどに業者はすでに追い込まれ始めている。このようなインチキ大道芸人のパフォーマンスの結果は一般の方々に不要な不安を与えるだけに、まさに、一種の詐欺行為または犯罪行為と言ってもよいほどあくどい行為である」
- 「『白い粉』という麻薬のような表現を用いていることからも明らかなように、この本を読んだ人は最終的には『食品添加物は可能な限りなく排除しなければいけない』と確信をする。確信に至るまでの経過において、読者はこの著者は今までの『買ってはいけない』のような世の中の人に恐怖を煽り立てているわけではなく食文化を語っていると感じて共鳴しているだけに、この確信には精神的な基盤が大きく関与している」

また長村は、2010年にはWebサイト「FoodScience」（日経BP社）の記事で実名を挙げて、公的機関である枚方市の消費生活センターが安部の講演会を開催することの問題点を主張している。

## テレビ番組
- 日経スペシャル ガイアの夜明け 食の安心とは？～情報公開をめぐる 知られざる裏側～（2006年8月22日、テレビ東京）[11]。- 加工食品の知られざる裏側を取材。

## 著書
- 『食品の裏側 みんな大好きな食品添加物』（2005年11月10日、東洋経済新報社）ISBN 978-4492222669
  - 『食品の裏側(2) 実態編 やっぱり大好き食品添加物』（2014年3月29日、東洋経済新報社）ISBN 9784492223369
- 『なにを食べたらいいの？』（2009年1月30日、新潮社）ISBN 978-4103135715
  - 『なにを食べたらいいの？』（2014年5月29日、新潮社 新潮文庫）ISBN 9784101364612
- 『「安心な食品」の見分け方 どっちがいいか、徹底ガイド』（共著者:種田桂子）（2009年12月1日、祥伝社）ISBN 9784396620455
- 『素朴な疑問 食品の裏側から くらしの中の添加物・調味料入門』（2017年6月1日、不知火書房）ISBN 9784883451135
- 『知ってはいけない外食のウラ側』（2018年7月25日、宝島社 宝島SUGOI文庫）ISBN 9784800286307
- 『家族と自分を守る「安心な食品」の選び方』（2020年8月1日、祥伝社）ISBN 9784396617349
- 『世界一美味しい「プロの手抜き和食」安部ごはん ベスト102レシピ』（共著者:タカコナカムラ）（2021年8月27日、東洋経済新報社）ISBN 978-4492046937
  - 『世界一美味しい「プロの手抜き和食」安部ごはん(2) ベスト107レシピ』（共著者:タカコナカムラ）（2023年11月1日、東洋経済新報社）ISBN 9784492047422